# 가톨릭 워싱턴 대교구

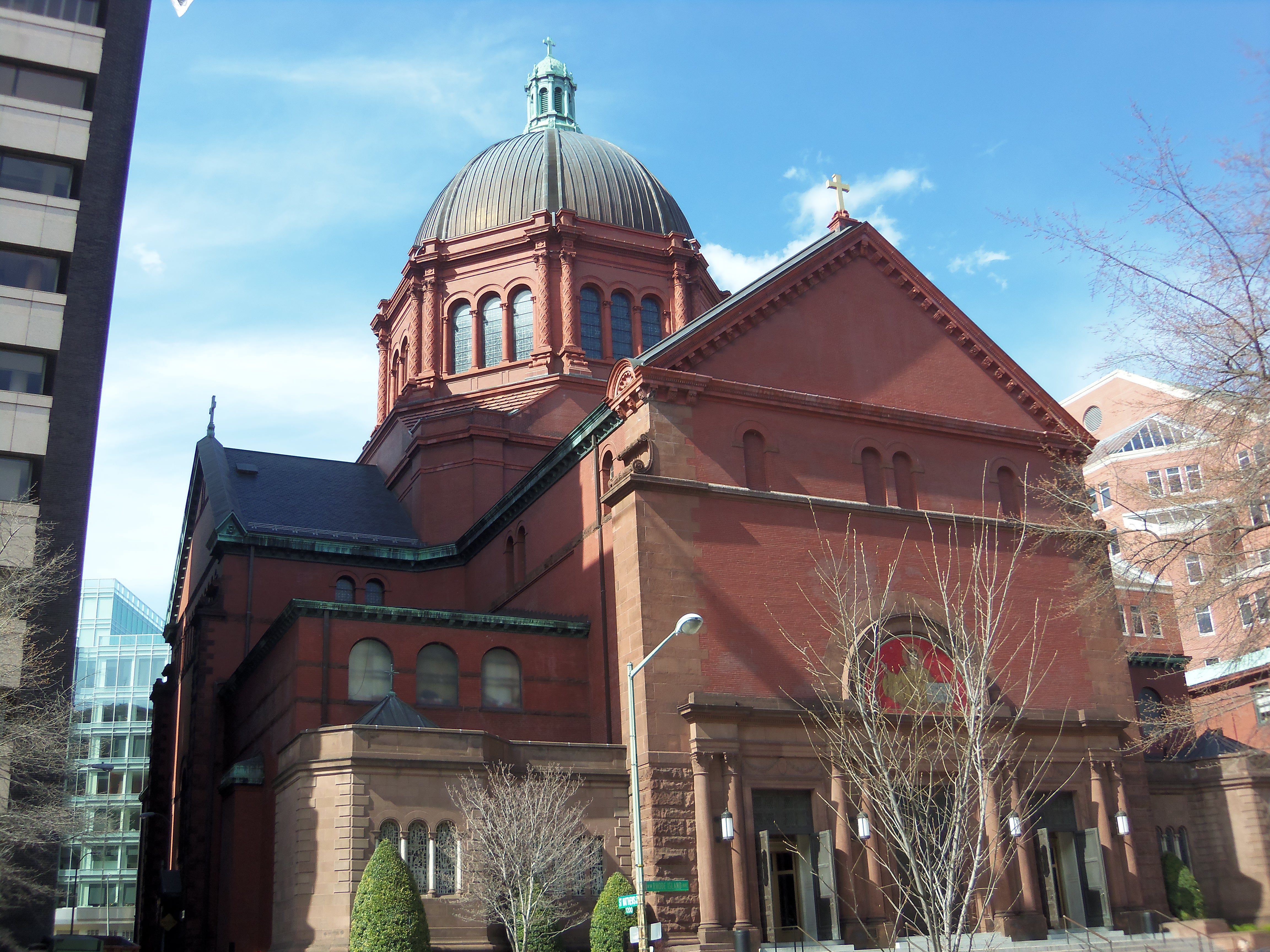

가톨릭 워싱턴 대교구(라틴어: Archidioecesis Vashingtonensis)는 미국 워싱턴 D.C.에 있는 로마 가톨릭교회 대교구이다. 컬럼비아 특별구와 메릴랜드주의 캘버트 카운티, 찰스 카운티, 몽고메리 카운티, 프린스 조지스 카운티, 세인트 메리스 카운티 등을 담당하고 있다.
워싱턴 대교구에는 미국 가톨릭 대학교라는 이름의 미국 가톨릭 주교회의 산하 국립 가톨릭 대학교와 미국의 수호성인인 성모 마리아를 모신 원죄 없이 잉태되신 성모 국립 대성당이 소재해 있다. 원죄 없이 잉태되신 성모 국립 대성당은 워싱턴 대교구의 주교좌 성당은 아니지만, 예수 부활 대축일과 주님 성탄 대축일마다 미국 가톨릭 방송국 EWTN에서 미사를 특별히 생중계하고 있다.

## 같이 보기
- 미국의 로마 가톨릭교회